# Lista över kyrkliga kulturminnen i Värmlands län
Förteckning över kyrkliga kulturminnen i Värmlands län.

## Arvika kommun
| Namn                                     | Ursprunglig funktion                      | Byggår | Arkitekt                        | Plats         | Läge               | Anläggnings-ID | Bild                                                                      |
| ---------------------------------------- | ----------------------------------------- | ------ | ------------------------------- | ------------- | ------------------ | -------------- | ------------------------------------------------------------------------- |
| Bogens kyrka (Lilla Bogen 2:4)           | Kyrka med begravningsplats (4 byggnader)  | 1851   | Johan Fredrik Åbom              | Bogens socken | 60.05889, 12.55514 |                | Se fler bilder av denna byggnad · Ladda upp en till bild av denna byggnad |
| Brunskogs kyrka (Brunskogs stom 1:14)    | Kyrka med begravningsplats (9 byggnader)  | 1975   | Jerk Alton                      |               | 59.65399, 12.89213 |                | Se fler bilder av denna byggnad · Ladda upp en till bild av denna byggnad |
| Edane kapell (Lerhol 1:117)              | Kapell med begravningsplats (2 byggnader) | 1930   | Bror Almquist och J G Andersson | Edane         | 59.63504, 12.81475 |                | Ladda upp en bild av denna byggnad                                        |
| Glava kyrka (Glava kyrka 1:1)            | Kyrka med begravningsplats (4 byggnader)  | 1738   |                                 | Glava         | 59.55659, 12.56169 |                | Se fler bilder av denna byggnad · Ladda upp en till bild av denna byggnad |
| Gunnarskogs kyrka (Gunnarskogs stom 3:1) | Kyrka med begravningsplats (4 byggnader)  | 1727   |                                 | Gunnarskog    | 59.81222, 12.56508 |                | Se fler bilder av denna byggnad · Ladda upp en till bild av denna byggnad |
| Högeruds kyrka (Högerud 1:79)            | Kyrka med begravningsplats (5 byggnader)  | 1867   | Johan Fredrik Åbom              |               | 59.58057, 12.72718 |                | Se fler bilder av denna byggnad · Ladda upp en till bild av denna byggnad |
| Mangskogs kyrka (Grytterud 2:2)          | Kyrka med begravningsplats (4 byggnader)  | 1816   |                                 | Mangskog      | 59.75136, 12.82430 |                | Se fler bilder av denna byggnad · Ladda upp en till bild av denna byggnad |
| Mikaelikyrkan (Arvika kyrkby 4:11)       | Kyrka med begravningsplats (12 byggnader) | 1647   |                                 | Arvika        | 59.65409, 12.56934 |                | Se fler bilder av denna byggnad · Ladda upp en till bild av denna byggnad |
| Ny kyrka (Ny stom 1:2)                   | Kyrka (2 byggnader)                       | 1889   | Agi Lindegren                   |               | 59.71721, 12.47207 |                | Se fler bilder av denna byggnad · Ladda upp en till bild av denna byggnad |
| Stavnäs kyrka (Stavnäs 2:1)              | Kyrka med begravningsplats (6 byggnader)  | 1705   |                                 | Stavnäs       | 59.48385, 12.73877 |                | Se fler bilder av denna byggnad · Ladda upp en till bild av denna byggnad |
| Trefaldighetskyrkan (Solbergastaden 1:4) | Kyrka (1 byggnad)                         | 1911   | Ivar Tengbom och Ernst Torulf   | Arvika        | 59.65799, 12.59439 |                | Se fler bilder av denna byggnad · Ladda upp en till bild av denna byggnad |
| Älgå kyrka (Älgå stom 1:2)               | Kyrka med begravningsplats (4 byggnader)  | 1726   |                                 | Älgå          | 59.64403, 12.47521 |                | Se fler bilder av denna byggnad · Ladda upp en till bild av denna byggnad |

## Eda kommun
| Namn                                          | Ursprunglig funktion                     | Byggår | Arkitekt | Plats | Läge               | Anläggnings-ID | Bild                                    |
| --------------------------------------------- | ---------------------------------------- | ------ | -------- | ----- | ------------------ | -------------- | --------------------------------------- |
| Eda kyrka (Nolby 1:47)                        | Kyrka med begravningsplats (6 byggnader) | 1841   |          |       | 59.83806, 12.31554 |                | Ladda upp en till bild av denna byggnad |
| Järnskogs kyrka (Järnskogs kyrka 1:1)         | Kyrka med begravningsplats (5 byggnader) | 1699   |          |       | 59.68893, 12.14753 |                | Ladda upp en till bild av denna byggnad |
| Köla kyrka (Köla klockargård 1:1)             | Kyrka med begravningsplats (5 byggnader) | 1702   |          |       | 59.80153, 12.24746 |                | Ladda upp en till bild av denna byggnad |
| Lersjöns kapell (Västgården 1:44)             | Kapell (3 byggnader)                     | 1960   |          |       | 59.89197, 12.17770 |                | Ladda upp en till bild av denna byggnad |
| Skillingmarks kyrka (Skillingmarks kyrka 1:1) | Kyrka med begravningsplats (5 byggnader) | 1690   |          |       | 59.81766, 12.01367 |                | Ladda upp en till bild av denna byggnad |
| Åmotfors kyrka (Centrum 3)                    | Kyrka med kyrkotomt (1 byggnad)          | 1961   |          |       | 59.76231, 12.36132 |                | Ladda upp en till bild av denna byggnad |

## Filipstads kommun
| Namn                                     | Ursprunglig funktion                     | Byggår | Arkitekt | Plats | Läge               | Anläggnings-ID | Bild                                    |
| ---------------------------------------- | ---------------------------------------- | ------ | -------- | ----- | ------------------ | -------------- | --------------------------------------- |
| Brattfors kyrka (Brattfors kyrka 1:1)    | Kyrka med begravningsplats (2 byggnader) | 1669   |          |       | 59.66836, 14.02572 |                | Ladda upp en till bild av denna byggnad |
| Filipstads kyrka (Norra Filipstad 1:221) | Kyrka (2 byggnader)                      | 1785   |          |       | 59.71108, 14.17187 |                | Ladda upp en till bild av denna byggnad |
| Gåsborns kyrka (Gåsborn 4:1)             | Kyrka med begravningsplats (4 byggnader) | 1947   |          |       | 59.87986, 14.33331 |                | Ladda upp en till bild av denna byggnad |
| Kroppa kyrka (Nykroppa 10:1)             | Kyrka med begravningsplats (4 byggnader) | 1884   |          |       | 59.61927, 14.30139 |                | Ladda upp en till bild av denna byggnad |
| Lesjöfors kyrka (Lesjöfors 5:39)         | Kyrka med begravningsplats (2 byggnader) | 1971   |          |       | koordinater saknas |                | Ladda upp en bild av denna byggnad      |
| Nordmarks kyrka (Nordmarkshyttan 7:1)    | Kyrka med begravningsplats (5 byggnader) | 1731   |          |       | 59.83479, 14.10867 |                | Ladda upp en till bild av denna byggnad |
| Rämmens kyrka (Rämsnäs 3:1)              | Kyrka (5 byggnader)                      | 1787   |          |       | 60.03121, 14.12899 |                | Ladda upp en till bild av denna byggnad |

## Forshaga kommun
| Namn                                          | Ursprunglig funktion                     | Byggår | Arkitekt | Plats | Läge               | Anläggnings-ID | Bild                                    |
| --------------------------------------------- | ---------------------------------------- | ------ | -------- | ----- | ------------------ | -------------- | --------------------------------------- |
| Forshaga kyrka (Prästgården 2)                | Kyrka (6 byggnader)                      | 1921   |          |       | 59.52564, 13.48067 |                | Ladda upp en till bild av denna byggnad |
| Nedre Ulleruds kyrka (Ulleruds prästgård 2:1) | Kyrka med begravningsplats (5 byggnader) | 1759   |          |       | 59.60499, 13.50040 |                | Ladda upp en till bild av denna byggnad |
| Övre Ulleruds kyrka (Ulleruds prästbol 3:1)   | Kyrka med begravningsplats (1 byggnad)   | 1727   |          |       | 59.68683, 13.46725 |                | Ladda upp en till bild av denna byggnad |

## Grums kommun
| Namn                                      | Ursprunglig funktion                               | Byggår | Arkitekt | Plats | Läge               | Anläggnings-ID | Bild                                    |
| ----------------------------------------- | -------------------------------------------------- | ------ | -------- | ----- | ------------------ | -------------- | --------------------------------------- |
| Borgviks kyrka (Borgviksbruk 1:3)         | Kyrka med begravningsplats (5 byggnader)           | 1718   |          |       | 59.34930, 12.96011 |                | Ladda upp en till bild av denna byggnad |
| Eds kyrka (Eds kyrkby 4:1)                | Kyrka med begravningsplats (6 byggnader)           | 1788   |          |       | 59.29128, 13.07267 |                | Ladda upp en till bild av denna byggnad |
| Grums kyrka (Åshammar 1:60)               | Kyrka med begravningsplats (7 byggnader)           | 1930   |          |       | 59.37207, 13.09425 |                | Ladda upp en till bild av denna byggnad |
| Solbergskyrkan (Orrby 1:110)              | Kyrka sammanbyggd med församlingshem (2 byggnader) | 1960   |          |       | 59.35098, 13.10924 |                | Ladda upp en till bild av denna byggnad |
| Värmskogs kyrka (Värmskogs prästbol 1:37) | Kyrka med begravningsplats (12 byggnader)          | 1762   |          |       | 59.45507, 12.91760 |                | Ladda upp en till bild av denna byggnad |

## Hagfors kommun
| Namn                                    | Ursprunglig funktion                     | Byggår | Arkitekt | Plats | Läge               | Anläggnings-ID | Bild                                    |
| --------------------------------------- | ---------------------------------------- | ------ | -------- | ----- | ------------------ | -------------- | --------------------------------------- |
| Ekshärads kyrka (Ekshärads kyrka 1:1)   | Kyrka med begravningsplats (6 byggnader) | 1688   |          |       | 60.17248, 13.49776 |                | Ladda upp en till bild av denna byggnad |
| Gustav Adolfs kyrka (Gustavaskogen 2:2) | Kyrka med begravningsplats (5 byggnader) | 1787   |          |       | 60.06867, 13.86487 |                | Ladda upp en till bild av denna byggnad |
| Hagfors kyrka (Tornspiran 3)            | Kyrka (2 byggnader)                      | 1904   |          |       | 60.03217, 13.69696 |                | Ladda upp en till bild av denna byggnad |
| Norra Råda kyrka (Råda 5:1)             | Kyrka med begravningsplats (3 byggnader) | 1835   |          |       | 60.00405, 13.59800 |                | Ladda upp en till bild av denna byggnad |
| Sunnemo kyrka (Sunnemo 1:31)            | Kyrka med begravningsplats (2 byggnader) | 1653   |          |       | 59.88510, 13.72025 |                | Ladda upp en till bild av denna byggnad |

## Hammarö kommun
| Namn                         | Ursprunglig funktion                               | Byggår     | Arkitekt | Plats | Läge               | Anläggnings-ID | Bild                                    |
| ---------------------------- | -------------------------------------------------- | ---------- | -------- | ----- | ------------------ | -------------- | --------------------------------------- |
| Hammarö kyrka (Hammar 1:67)  | Kyrka med begravningsplats (9 byggnader)           | 1300-talet |          |       | 59.33567, 13.52082 |                | Ladda upp en till bild av denna byggnad |
| Skoghalls kyrka (Lunden 1:4) | Kyrka sammanbyggd med församlingshem (5 byggnader) | 1957       |          |       | 59.32290, 13.46389 |                | Ladda upp en till bild av denna byggnad |

## Karlstads kommun
| Namn                                              | Ursprunglig funktion                                                   | Byggår               | Arkitekt | Plats | Läge               | Anläggnings-ID | Bild                                    |
| ------------------------------------------------- | ---------------------------------------------------------------------- | -------------------- | -------- | ----- | ------------------ | -------------- | --------------------------------------- |
| Alsters kyrka (Alstrum 3:1)                       | Kyrka med begravningsplats (5 byggnader)                               | 1696                 |          |       | 59.47807, 13.59432 |                | Ladda upp en till bild av denna byggnad |
| Grava kyrka (Södra Grava 1:6)                     | Kyrka med begravningsplats (5 byggnader)                               | 1635 (eller tidigare |          |       | 59.45748, 13.42304 |                | Ladda upp en till bild av denna byggnad |
| Herrhagskyrkan (Tigern 14)                        | Kyrka                                                                  | 1972                 |          |       | koordinater saknas |                | Ladda upp en till bild av denna byggnad |
| Karlstads domkyrka (Tingvallastaden 1:4)          | Kyrka med begravningsplats (2 byggnader)                               | 1730                 |          |       | 59.38151, 13.50649 |                | Ladda upp en till bild av denna byggnad |
| Korsets och Uppståndelsens Kapell (Rud 2:5)       | Kapell, Kapell med begravningsplats                                    | 1968                 |          |       | koordinater saknas |                | Ladda upp en till bild av denna byggnad |
| Kroppkärrskyrkan (Bältet 1)                       | Kyrka med kyrkotomt,Kyrka sammanbyggd med församlingshem (3 byggnader) | 1973                 |          |       | 59.40388, 13.54780 |                | Ladda upp en till bild av denna byggnad |
| Norrstrandskyrkan (Orion 2)                       | Kyrka sammanbyggd med församlingshem (2 byggnader)                     | 1959                 |          |       | 59.39273, 13.51368 |                | Ladda upp en till bild av denna byggnad |
| Nors kyrka (Norsholm 2:1)                         | Kyrka med begravningsplats (6 byggnader)                               | 1798                 |          |       | 59.40691, 13.23537 |                | Ladda upp en till bild av denna byggnad |
| Nyeds kyrka (Ed 4:1)                              | Kyrka med begravningsplats (6 byggnader)                               | 1706                 |          |       | 59.59573, 13.73374 |                | Ladda upp en till bild av denna byggnad |
| Rudskyrkan (Kymmen 2)                             | Kyrka, Kyrka sammanbyggd med församlingshem                            | 1993                 |          |       | koordinater saknas |                | Ladda upp en till bild av denna byggnad |
| Råtorpskyrkan (Ariel 4)                           | Ordenshus (1 byggnad)                                                  | 1966                 |          |       | 59.40606, 13.48950 |                | Ladda upp en till bild av denna byggnad |
| Segerstads kyrka (Segerstads kyrka 1:1)           | Kyrka med begravningsplats (4 byggnader)                               | 1747                 |          |       | 59.35686, 13.24367 |                | Ladda upp en till bild av denna byggnad |
| Vikenkyrkan (Järpen 4)                            | Kyrka sammanbyggd med församlingshem (2 byggnader)                     | 1983                 |          |       | 59.37552, 13.49383 |                | Ladda upp en till bild av denna byggnad |
| Väse kyrka (Väse klockargård 2:1)                 | Kyrka med begravningsplats (4 byggnader)                               | 1762                 |          |       | 59.41159, 13.83602 |                | Ladda upp en till bild av denna byggnad |
| Västerstrandskyrkan (Syllen 1)                    | Kyrka sammanbyggd med församlingshem (3 byggnader)                     | 1978                 |          |       | 59.38269, 13.46504 |                | Ladda upp en till bild av denna byggnad |
| Älvsbacka kyrka (Älvsbacka kyrka 1:1)             | Kyrka med begravningsplats (5 byggnader)                               | 1924                 |          |       | 59.71860, 13.66465 |                | Ladda upp en till bild av denna byggnad |
| Östra Fågelviks kyrka (Östra Fågelviks kyrka 2:1) | Kyrka med begravningsplats (4 byggnader)                               | 1726                 |          |       | 59.41975, 13.73145 |                | Ladda upp en till bild av denna byggnad |

## Kils kommun
| Namn                                     | Ursprunglig funktion                     | Byggår | Arkitekt | Plats | Läge               | Anläggnings-ID | Bild                                    |
| ---------------------------------------- | ---------------------------------------- | ------ | -------- | ----- | ------------------ | -------------- | --------------------------------------- |
| Boda kyrka (Boda 3:1)                    | Kyrka med begravningsplats (5 byggnader) | 1674   |          |       | 59.56906, 13.05417 |                | Ladda upp en till bild av denna byggnad |
| Frykeruds kyrka (Västra Glänne 4:12)     | Kyrka med begravningsplats (5 byggnader) | 1799   |          |       | 59.56697, 13.16453 |                | Ladda upp en till bild av denna byggnad |
| Stora Kils kyrka (Västra Tollestad 1:22) | Kyrka med begravningsplats (3 byggnader) | 1855   |          |       | 59.52722, 13.31511 |                | Ladda upp en till bild av denna byggnad |

## Kristinehamns kommun
| Namn                                      | Ursprunglig funktion                     | Byggår | Arkitekt | Plats | Läge               | Anläggnings-ID | Bild                                    |
| ----------------------------------------- | ---------------------------------------- | ------ | -------- | ----- | ------------------ | -------------- | --------------------------------------- |
| Björneborgs kyrka (Visnums-skogen 1:174)  | Kyrka (5 byggnader)                      | 1956   |          |       | 59.24220, 14.23098 |                | Ladda upp en till bild av denna byggnad |
| Kristinehamns kyrka (Liljebäck 1:7)       | Kyrka med begravningsplats (2 byggnader) | 1858   |          |       | 59.31055, 14.11654 |                | Ladda upp en till bild av denna byggnad |
| Rudskoga kyrka (Rudskoga klockargård 1:6) | Kyrka med begravningsplats (6 byggnader) | 1777   |          |       | 59.05272, 14.26645 |                | Ladda upp en till bild av denna byggnad |
| Visnums kyrka (Visnums prästgård 2:2)     | Kyrka med begravningsplats (8 byggnader) | 1742   |          |       | 59.12965, 14.17508 |                | Ladda upp en till bild av denna byggnad |
| Visnums-Kils kyrka (Kilsby 1:3)           | Kyrka med begravningsplats (6 byggnader) | 1756   |          |       | 59.11300, 14.05528 |                | Ladda upp en till bild av denna byggnad |
| Ölme kyrka (Ölme kyrkby 2:3)              | Kyrka med begravningsplats (3 byggnader) | 1788   |          |       | 59.36502, 13.93803 |                | Ladda upp en till bild av denna byggnad |

## Munkfors kommun
| Namn                           | Ursprunglig funktion                     | Byggår | Arkitekt | Plats | Läge               | Anläggnings-ID | Bild                                    |
| ------------------------------ | ---------------------------------------- | ------ | -------- | ----- | ------------------ | -------------- | --------------------------------------- |
| Munkfors kyrka (Munkfors 9:11) | Kyrka med begravningsplats (2 byggnader) | 1987   |          |       | 59.83549, 13.53857 |                | Ladda upp en till bild av denna byggnad |
| Ransäters kyrka (Ransäter 7:1) | Kyrka med begravningsplats (5 byggnader) | 1986   |          |       | 59.76975, 13.44991 |                | Ladda upp en till bild av denna byggnad |

## Storfors kommun
| Namn                                   | Ursprunglig funktion                               | Byggår     | Arkitekt | Plats | Läge               | Anläggnings-ID | Bild                                    |
| -------------------------------------- | -------------------------------------------------- | ---------- | -------- | ----- | ------------------ | -------------- | --------------------------------------- |
| Bjurtjärns kyrka (Östra Bjurtjärn 1:2) | Kyrka med begravningsplats (7 byggnader)           | 1643       |          |       | 59.44440, 14.32650 |                | Ladda upp en till bild av denna byggnad |
| Lungsunds kyrka (Lungsundet 3:1)       | Kyrka med begravningsplats (4 byggnader)           | 1640-talet |          |       | 59.52165, 14.19210 |                | Ladda upp en till bild av denna byggnad |
| Storfors kyrka (Storfors 11:318)       | Kyrka sammanbyggd med församlingshem (5 byggnader) | 1959       |          |       | 59.53350, 14.28064 |                | Ladda upp en till bild av denna byggnad |

## Sunne kommun
| Namn                                            | Ursprunglig funktion                     | Byggår | Arkitekt | Plats | Läge               | Anläggnings-ID | Bild                                    |
| ----------------------------------------------- | ---------------------------------------- | ------ | -------- | ----- | ------------------ | -------------- | --------------------------------------- |
| Gräsmarks kyrka (Uddheden 1:92)                 | Kyrka med begravningsplats (7 byggnader) | 1738   |          |       | 59.94621, 12.91640 |                | Ladda upp en till bild av denna byggnad |
| Lysviks kyrka (Lysviks kyrkby 3:1)              | Kyrka med begravningsplats (4 byggnader) | 1762   |          |       | 60.01463, 13.13172 |                | Ladda upp en till bild av denna byggnad |
| Sunne kyrka (Sunne klockargård 18:1)            | Kyrka med begravningsplats (3 byggnader) | 1888   |          |       | 59.83768, 13.15447 |                | Ladda upp en till bild av denna byggnad |
| Västra Ämterviks kyrka (Svensby 3:1)            | Kyrka med begravningsplats (4 byggnader) | 1821   |          |       | 59.72964, 13.14146 |                | Ladda upp en till bild av denna byggnad |
| Östra Ämterviks kyrka (Ämterviks prästbol 3:42) | Kyrka med begravningsplats (5 byggnader) | 1798   |          |       | 59.73346, 13.19947 |                | Ladda upp en till bild av denna byggnad |

## Säffle kommun
| Namn                                          | Ursprunglig funktion                                                          | Byggår                 | Arkitekt | Plats | Läge               | Anläggnings-ID | Bild                                    |
| --------------------------------------------- | ----------------------------------------------------------------------------- | ---------------------- | -------- | ----- | ------------------ | -------------- | --------------------------------------- |
| Botilsäters kyrka (Kalvhagen 1:13)            | Kyrka med begravningsplats (5 byggnader)                                      | 1100-talet             |          |       | 59.04562, 13.08147 |                | Ladda upp en till bild av denna byggnad |
| Bro kyrka (Västbro 1:4)                       | Kyrka med begravningsplats (4 byggnader)                                      | 1680 (eller tidigare)  |          |       | 59.18318, 13.00279 |                | Ladda upp en till bild av denna byggnad |
| By kyrka (By 1:2)                             | Kyrka med begravningsplats (5 byggnader)                                      | 1779                   |          |       | 59.11287, 12.93812 |                | Ladda upp en till bild av denna byggnad |
| Eskilsäters kyrka (Eskilsäters kyrka 1:1)     | Kyrka med begravningsplats (3 byggnader)                                      | 1100-talet             |          |       | 58.93867, 13.16661 |                | Ladda upp en till bild av denna byggnad |
| Gillberga kyrka (Gillberga prästgård 2:1)     | Kyrka med begravningsplats (4 byggnader)                                      | 1100- eller 1200-talet |          |       | 59.32145, 12.77812 |                | Ladda upp en till bild av denna byggnad |
| Huggenäs kyrka (Kyrketorp 1:9)                | Kyrka sammanbyggd med församlingshem,Kyrka med begravningsplats (3 byggnader) | 1972                   |          |       | 59.13975, 13.00708 |                | Ladda upp en till bild av denna byggnad |
| Kila kyrka (Kila prästgård 3:1)               | Kyrka med begravningsplats (6 byggnader)                                      | 1654                   |          |       | 59.20470, 12.81485 |                | Ladda upp en till bild av denna byggnad |
| Långseruds kyrka (Långseruds kyrkobol 2:1)    | Kyrka med begravningsplats (3 byggnader)                                      | 1600-talet             |          |       | 59.27976, 12.67324 |                | Ladda upp en till bild av denna byggnad |
| Millesviks kyrka (Millesviks klockargård 2:1) | Kyrka med begravningsplats (5 byggnader)                                      | 1100-talet             |          |       | 58.96977, 13.11742 |                | Ladda upp en till bild av denna byggnad |
| Svanskogs kyrka (Svaneholm 1:6)               | Kyrka med begravningsplats (6 byggnader)                                      | 1733                   |          |       | 59.18495, 12.55436 |                | Ladda upp en till bild av denna byggnad |
| Säffle kyrka (Kyrkan 1)                       | Kyrka sammanbyggd med församlingshem (3 byggnader)                            | 1965                   |          |       | 59.13175, 12.92038 |                | Ladda upp en till bild av denna byggnad |
| Södra Ny kyrka (Södra Ny kyrkby 1:2)          | Kyrka med begravningsplats (5 byggnader)                                      | 1773                   |          |       | 59.13308, 13.10483 |                | Ladda upp en till bild av denna byggnad |
| Tveta kyrka (Tveta prästgård 1:7)             | Kyrka med begravningsplats (3 byggnader)                                      | 1670-talet             |          |       | 59.11878, 12.82365 |                | Ladda upp en till bild av denna byggnad |
| Ölseruds kyrka (Ölseruds kyrka 3:1)           | Kyrka med begravningsplats (3 byggnader)                                      | 1660-talet             |          |       | 59.01881, 13.13388 |                | Ladda upp en till bild av denna byggnad |

## Torsby kommun
| Namn                                      | Ursprunglig funktion                               | Byggår | Arkitekt | Plats | Läge               | Anläggnings-ID | Bild                                    |
| ----------------------------------------- | -------------------------------------------------- | ------ | -------- | ----- | ------------------ | -------------- | --------------------------------------- |
| Dalby kyrka (Långav 1:25)                 | Kyrka med begravningsplats (2 byggnader)           | 1928   |          |       | 60.64942, 12.99503 |                | Ladda upp en till bild av denna byggnad |
| Fryksände kyrka (Templet 10)              | Kyrka med begravningsplats (1 byggnad)             | 1898   |          |       | 60.13752, 13.01398 |                | Ladda upp en till bild av denna byggnad |
| Lekvattnets kyrka (Norra Lekvattnet 1:56) | Kyrka med begravningsplats (2 byggnader)           | 1853   |          |       | 60.18760, 12.67219 |                | Ladda upp en till bild av denna byggnad |
| Norra Ny kyrka (Södra Stöllet 1:15)       | Kyrka med begravningsplats (3 byggnader)           | 1764   |          |       | 60.40603, 13.27275 |                | Ladda upp en till bild av denna byggnad |
| Nyskoga kyrka (Flatåsen 3:14)             | Kyrka med begravningsplats (2 byggnader)           | 1927   |          |       | 60.47038, 12.88221 |                | Ladda upp en till bild av denna byggnad |
| Siris kapell (Torsby 4:14)                | Kapell,Gravkapell med begravningsplats (1 byggnad) | 1950   |          |       | 60.13670, 13.01706 |                | Ladda upp en bild av denna byggnad      |
| Södra Finnskoga kyrka (Bograngen 2:4)     | Kyrka med begravningsplats (3 byggnader)           | 1833   |          |       | 60.70032, 12.57853 |                | Ladda upp en till bild av denna byggnad |
| Vitsands kyrka (Vitsand 1:87)             | Kyrka med begravningsplats (3 byggnader)           | 1823   |          |       | 60.32912, 13.00843 |                | Ladda upp en till bild av denna byggnad |
| Östmarks kyrka (Östmark 1:849)            | Kyrka med begravningsplats (4 byggnader)           | 1765   |          |       | 60.27894, 12.76346 |                | Ladda upp en till bild av denna byggnad |

## Årjängs kommun
| Namn                                            | Ursprunglig funktion                     | Byggår                      | Arkitekt | Plats | Läge               | Anläggnings-ID | Bild                                    |
| ----------------------------------------------- | ---------------------------------------- | --------------------------- | -------- | ----- | ------------------ | -------------- | --------------------------------------- |
| Blomskogs kyrka (Blomskogs prästgård 1:4)       | Kyrka med begravningsplats (4 byggnader) | 1928                        |          |       | 59.27441, 12.02902 |                | Ladda upp en till bild av denna byggnad |
| Holmedals kyrka (Holmedals prästgård 2:1)       | Kyrka med begravningsplats (4 byggnader) | 1857                        |          |       | 59.47370, 11.96030 |                | Ladda upp en till bild av denna byggnad |
| Karlanda kyrka (Bjärn 1:59)                     | Kyrka med begravningsplats (5 byggnader) | 1778                        |          |       | 59.52523, 12.06667 |                | Ladda upp en till bild av denna byggnad |
| Silbodals kyrka (Årjäng 4:126)                  | Kyrka med begravningsplats (5 byggnader) | 1859                        |          |       | 59.38660, 12.12406 |                | Ladda upp en till bild av denna byggnad |
| Silleruds kyrka (Forsbyn 1:6)                   | Kyrka med begravningsplats (3 byggnader) | 1888                        |          |       | 59.30965, 12.31138 |                | Ladda upp en till bild av denna byggnad |
| Trankils kyrka (Trankils stom 2:1)              | Kyrka med begravningsplats (6 byggnader) | 1600-talet (eller tidigare) |          |       | 59.28193, 11.90333 |                | Ladda upp en till bild av denna byggnad |
| Töcksmarks kyrka (Töcksmarks stom 9:1)          | Kyrka med begravningsplats (4 byggnader) | 1821                        |          |       | 59.50861, 11.83013 |                | Ladda upp en till bild av denna byggnad |
| Västra Fågelviks kyrka (Fågelviks stom 1:34)    | Kyrka (2 byggnader)                      | 1859                        |          |       | 59.44957, 11.84753 |                | Ladda upp en till bild av denna byggnad |
| Östervallskogs kyrka (Östervallskogs-Bön 1:106) | Kyrka med begravningsplats (2 byggnader) | 1985                        |          |       | 59.63562, 11.85871 |                | Ladda upp en till bild av denna byggnad |